# Rhipidoglossum longicalcar
Rhipidoglossum longicalcar är en orkidéart som beskrevs av Victor Samuel Summerhayes. Rhipidoglossum longicalcar ingår i släktet Rhipidoglossum och familjen orkidéer. Inga underarter finns listade i Catalogue of Life.